# Agama agama
Margouillat, Agame des colons
Espèce
Synonymes
- Lacerta agama Linnaeus, 1758
- Agama colonorum Daudin, 1802
- Agama colonorum var. congica Peters, 1877
- Agama picticauda Peters, 1877
- Agama smithii Boulenger, 1896
- Agama wagneri Trape, Mediannikov & Trape, 2012

Agama agama est une espèce de sauriens de la famille des Agamidae. En français, il est nommé agame des colons ou encore agame commun.
Au Gabon, par abus de langage et confusion avec  le gecko asiatique Hemidactylus frenatus, il est également appelé margouillat.[réf. nécessaire]

## Répartition
Cette espèce se rencontre en Afrique, aussi bien dans la savane que dans les villages, en Mauritanie, au Mali, au Sénégal, au Gambie, en Guinée-Bissau, en Guinée, en Sierra Leone, au Liberia, en Côte d'Ivoire, au Ghana, au Burkina Faso, au Togo, au Bénin, au Nigeria, au Niger, au Tchad, au Cameroun, en Guinée équatoriale, au Gabon, en Centrafrique, au Soudan, au Soudan du Sud, au Congo-Kinshasa, au Rwanda,  Kenya, en Tanzanie et en Angola.
L'espèce a été introduite au Cap-Vert, à Madagascar, aux Comores et à La Réunion. Dans cette dernière, elle est reconnue invasive et susceptible de mettre en danger la population de gecko endémique, Phelsuma inexpectata. On note également sa présence aux États-Unis, en Floride, où elle est également considérée comme invasive..

## Description
C'est un agame diurne et terrestre, qui peut atteindre 40 cm de longueur totale, la queue mesurant 26 cm. Il est recouvert d'écailles et de quelques formations épineuses sur la nuque et autour des tympans.
Il y a un grand dimorphisme sexuel chez cette espèce : les mâles ont une couleur allant du brun sombre à l'orange clair, qui peut devenir brun sombre à taches blanches lorsqu’ils sont en posture de combat avec un autre mâle, alors que les femelles sont vert olive avec quelques taches brunes sur le dos et la queue. Le matin, l’agame des colons prend un bain de soleil pendant lequel sa couleur brune nocturne laisse place à des couleurs vives.
Les yeux sont protégés par une écaille transparente, comme chez les serpents ou les geckos. Il a une très bonne ouïe et peut émettre des claquements.

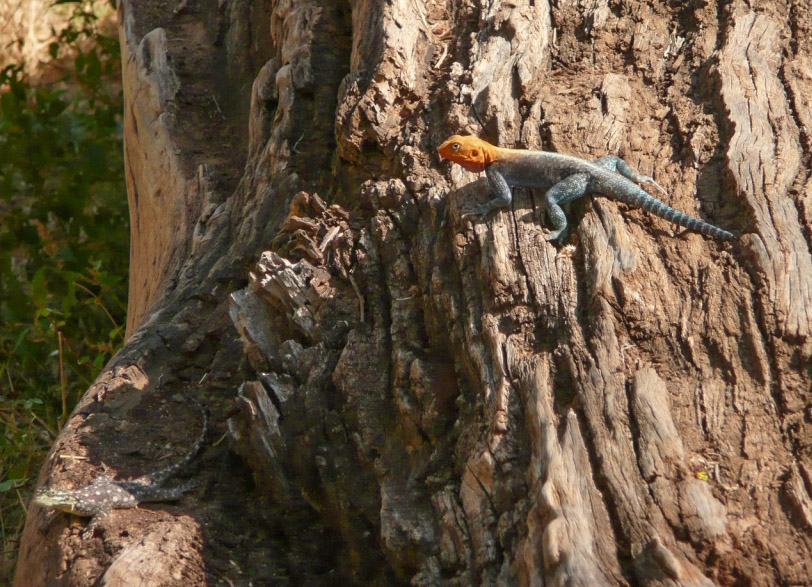
Mâle et femelle Agama agama dans la réserve nationale de Samburu, Kenya.
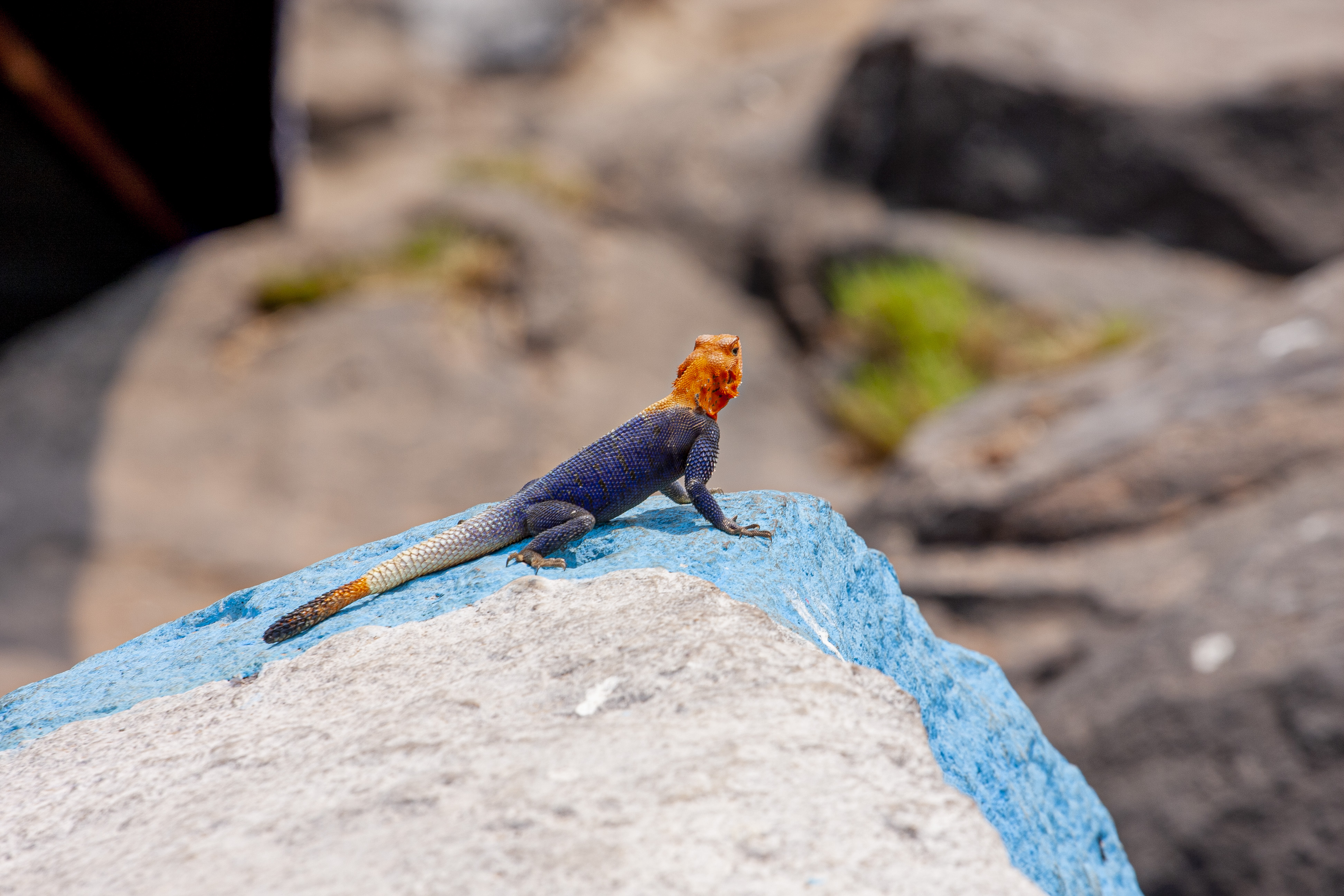
Agama agama mâle au bord du fleuve Congo dans la commune de Ngaliema près de Kinshasa.
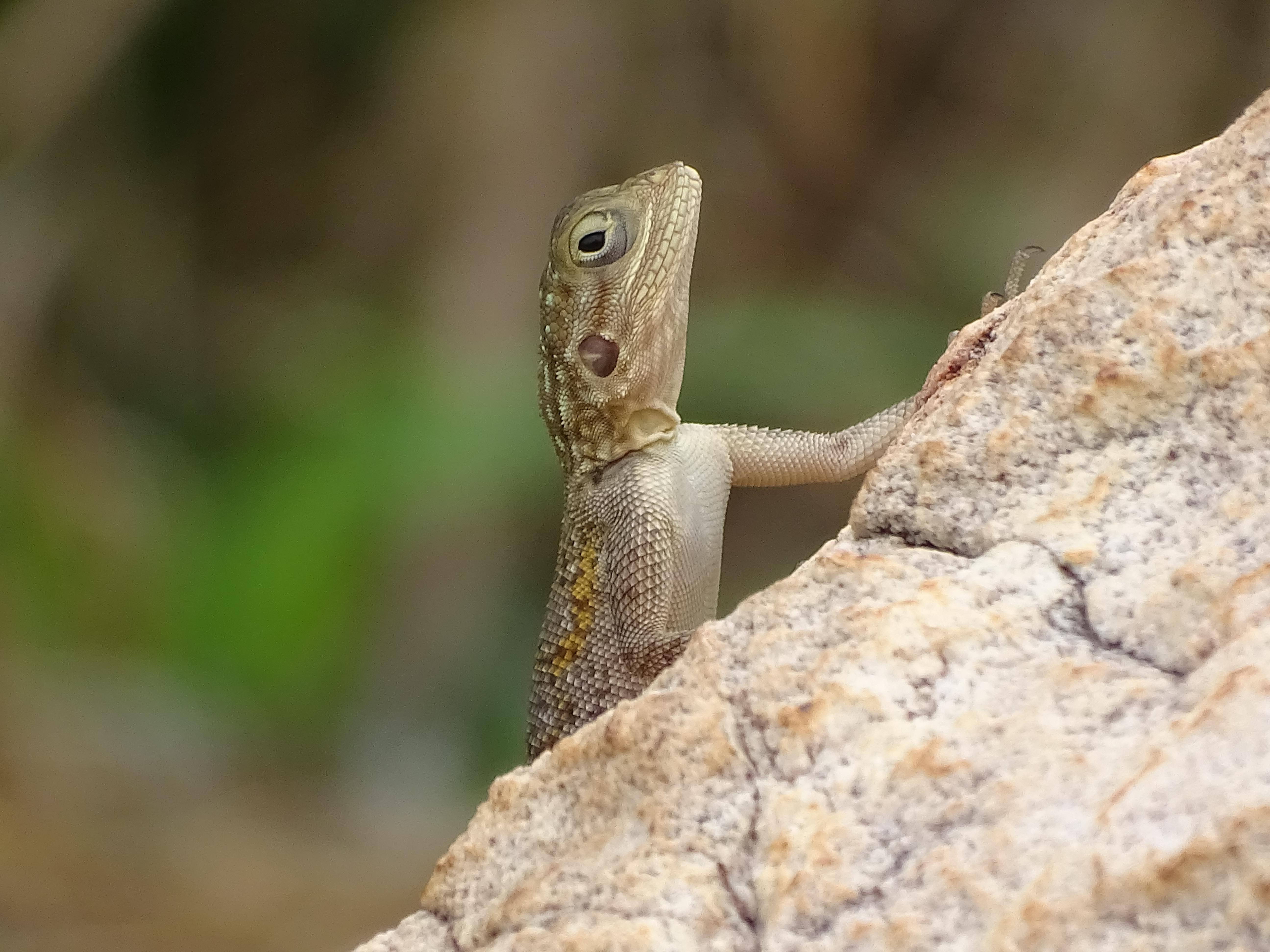
Agama agama près de la rivière Pendjari au Bénin. Aout 2020.

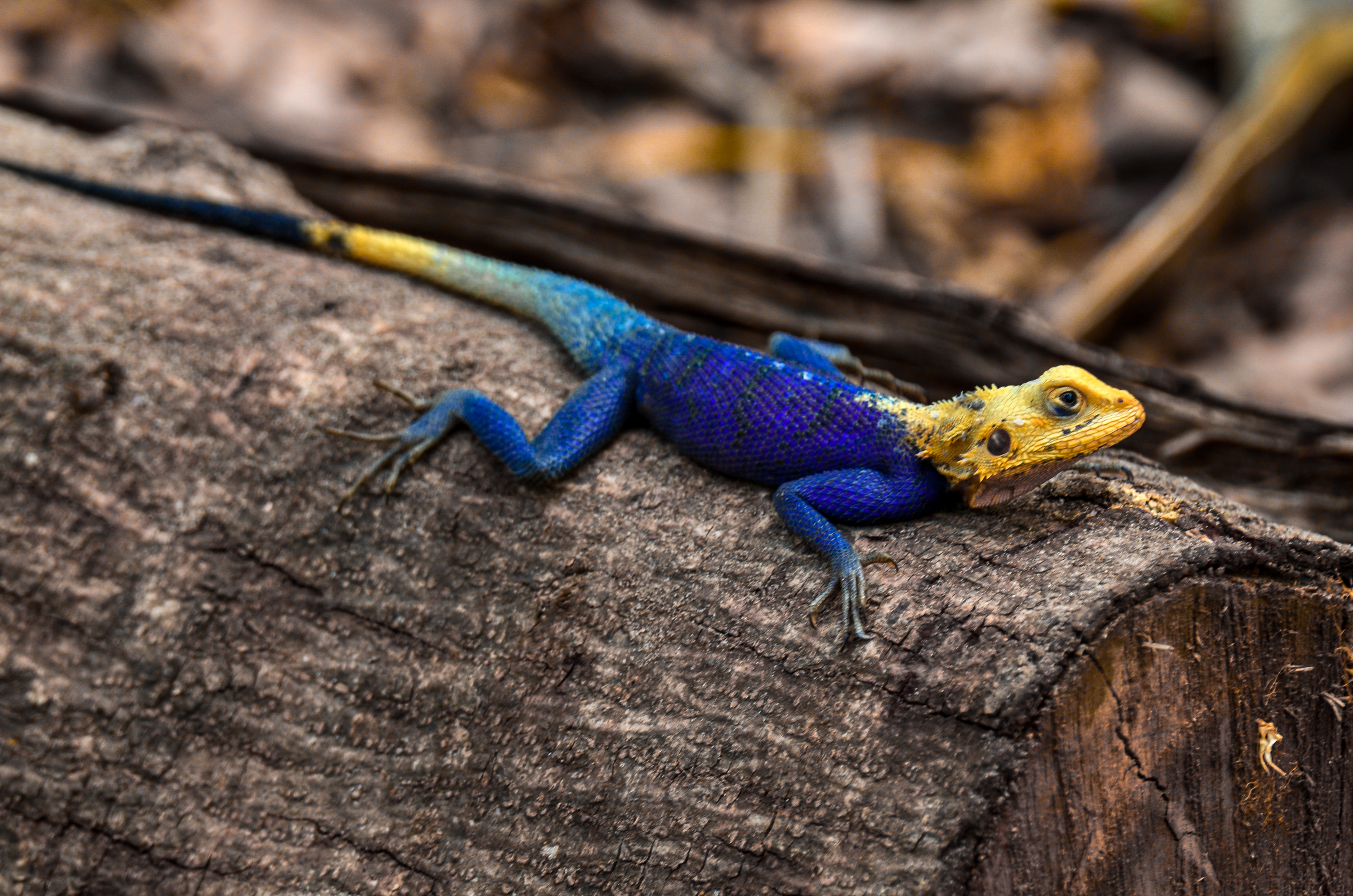
Parc Forestier et Zoologique de Hann, Sénégal.

Ils sont actifs le jour et passent la nuit dans un terrier ou un arbuste. Ils vivent en groupes d'une dizaine d'individus avec un mâle dominant, des femelles et des jeunes. Les mâles aiment se percher sur un rocher pour surveiller leur territoire.
Il est omnivore et se nourrit de végétaux et d’insectes.

## Reproduction
Les femelles sont ovipares et pondent de quatre à neuf œufs au début de la saison des pluies.
Durant la gestation, les femelles montrent des traits rougeâtres sur les flancs.

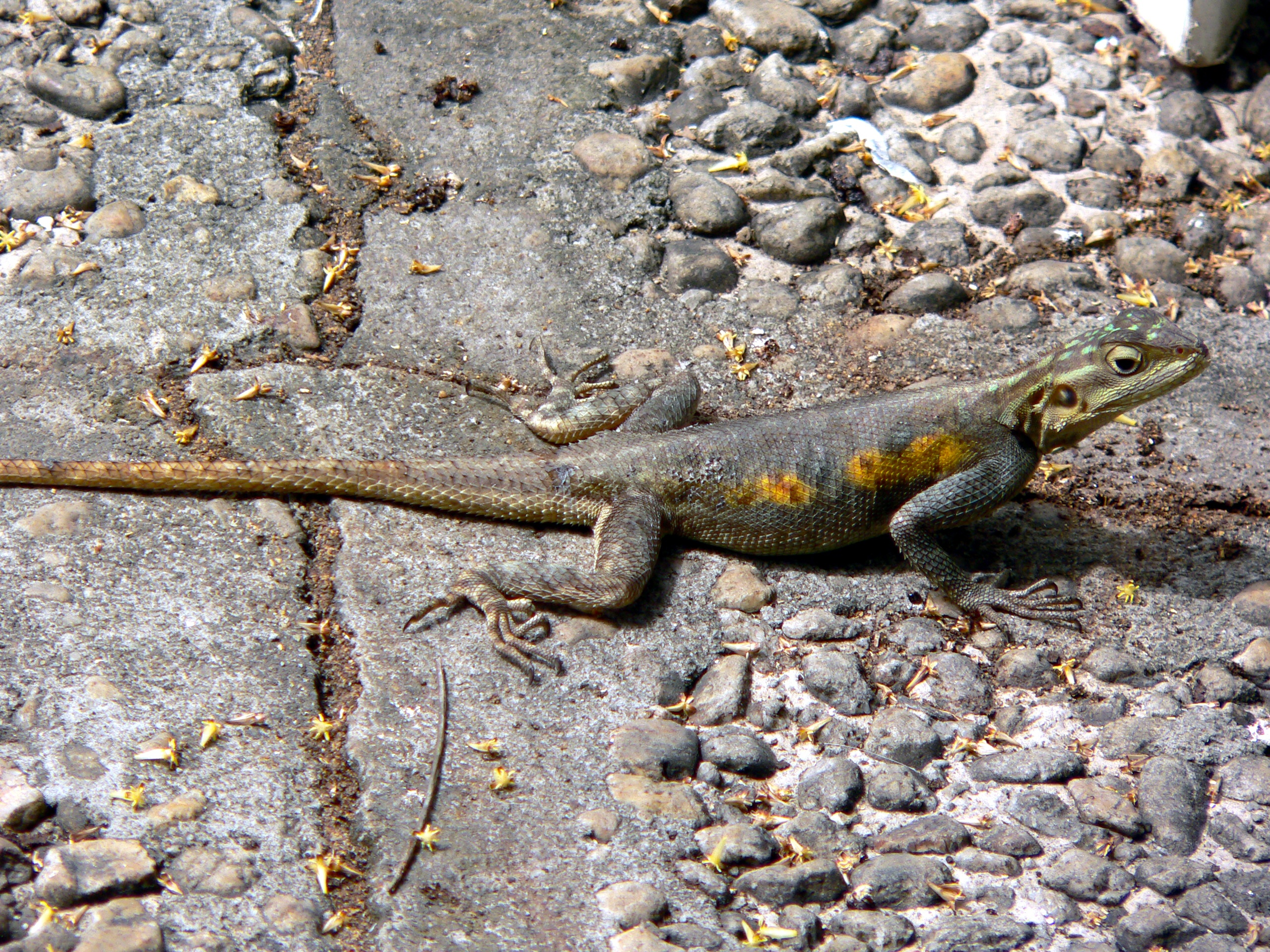
Agama agama femelle.
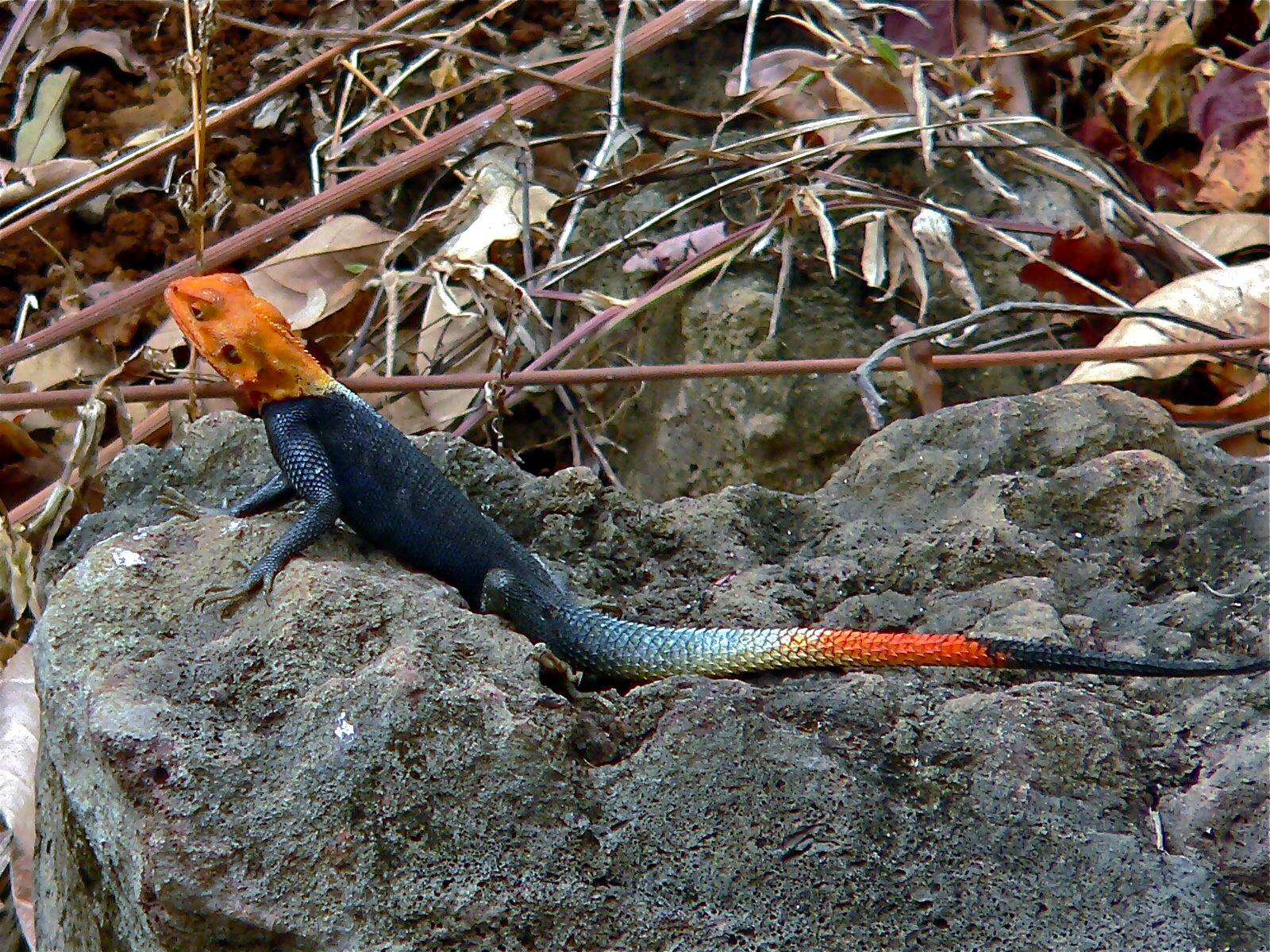
Agama agama mâle.
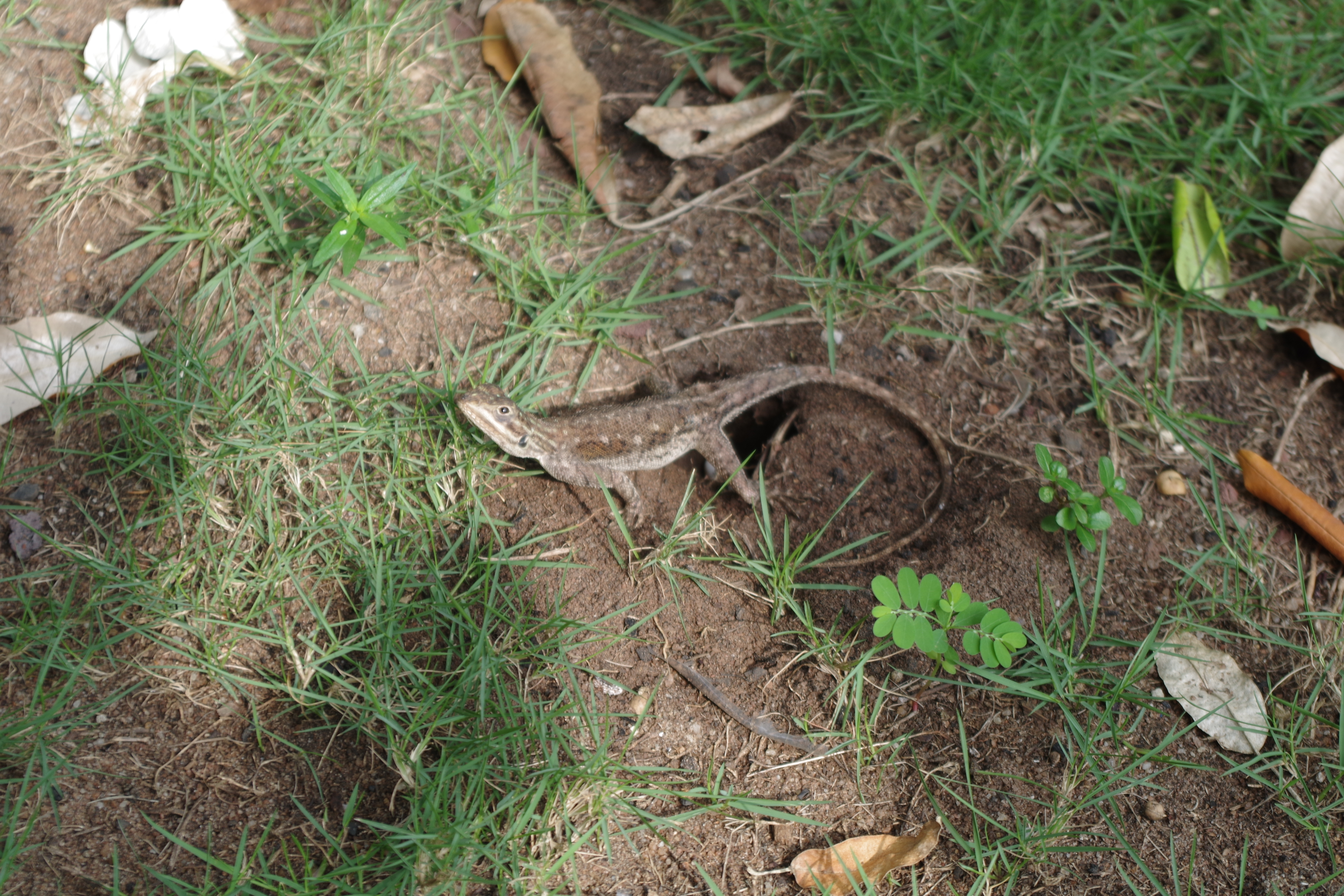
Agama agama femelle pondant des œufs.

## Taxinomie
Agama agama africana, Agama agama boensis, Agama agama mucosoensis et Agama agama lionotus ont été élevées au rang d'espèce à part entière. Cette dernière regroupe également les anciennes sous-espèces A. a. elgonis, A. a. dodomae et A. a. ufipae.
Agama wagneri a été placée en synonymie avec Agama agama par Leaché et al. en 2014.

## Publication originale
- Linnaeus, 1758 : Systema naturae per regna tria naturae, secundum classes, ordines, genera, species, cum characteribus, differentiis, synonymis, locis, ed. 10 (texte intégral).